# Ofri Arad
Ofri Arad (in ebraico עופרי ארד‎?; HaHotrim, 11 settembre 1998) è un calciatore israeliano, difensore del Qairat. È un difensore centrale. Ofri è il fratello di Dori Arad, un ex calciatore israeliano.

## Carriera

### Club
Cresciuto nel settore giovanile del Maccabi Haifa, ha esordito fra i professionisti il 25 agosto 2017 disputando, con la maglia dell'Hapoel Ramat Gan, l'incontro di Liga Leumit vinto 1-0 contro l'Hapoel Marmorek.

### Nazionale
Ha giocato nelle nazionali giovanili israeliane Under-19 ed Under-21. Tra il 2020 ed il 2021 ha giocato complessivamente 8 partite con la nazionale maggiore israeliana.

## Palmarès

### Club

#### Competizioni nazionali
- Campionato israeliano: 2

Maccabi Haifa: 2020-2021, 2021-2022
- Coppa di Lega israeliana: 1

Maccabi Haifa: 2021-2022
- Campionato kazako: 1

Qaırat: 2024
- Supercoppa del Kazakistan: 1

Qaırat: 2025